# Universiteit van Triëst

De Universiteit van Triëst (Università degli Studi di Trieste) is gevestigd in Triëst in de regio Friuli-Venezia Giulia. De instelling werd als Hogeschool voor economie in 1877 gesticht. In 1920 wijzigde de naam in "Koninklijke Hogeschool voor Economische en Handelswetenschappen". Sinds 1938 heeft het de status van een universiteit en kreeg het naast de bestaande economische ook de beschikking over een juridische faculteit. Tijdens de Duitse bezetting na de val van Mussolini werden de vakgebieden filosofie, filologie, scheepsbouwkunde en machinebouw opgericht.
Op dit moment telt de universiteit van Triëst de volgende faculteiten:
1. natuurwetenschappen;
2. rechtsgeleerdheid;
3. politicologie;
4. bedrijfskunde;
5. filologie en filosofie;
6. pedagogiek;
7. medicijnen en chirurgie;
8. farmacologie;
9. psychologie;
10. tolkeninstituut.

De universiteit heeft twee dependances, een in Pordenone en een in Gorizia. Het aantal studenten bedraagt ongeveer 24.000, die begeleid worden door ongeveer 1000 docenten.

## Verbonden
- Baron Pasquale Revoltella (1795-1869) financierde de oprichting van studies in de bedrijfskunde en de handel
- Angelo Segrè (1891-1969), hoogleraar Economische Geschiedenis (1936-1938)
- Claudio Magris (1939), hoogleraar moderne Duitse literatuur
- Sandi Hilal (1973), oud-student en Palestijns architect